# Henk Bakker sr.
Henk Bakker sr. (Amsterdam, 28 mei 1940 – aldaar, 8 maart 2008) was een Nederlands lokaal politicus. Hij was oprichter van de Amsterdamse politieke partij Leefbaar Amsterdam (LA92).

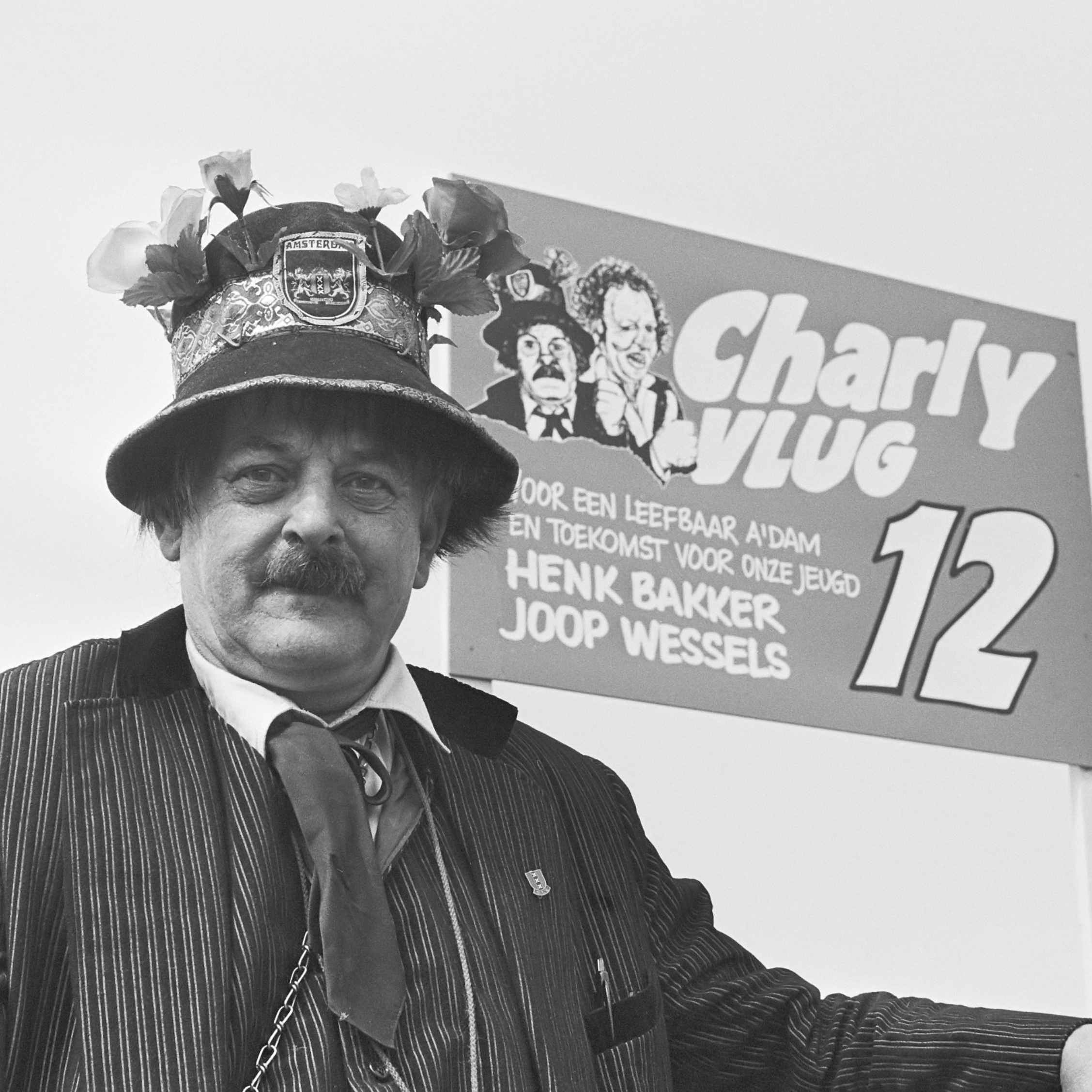
Charly Vlug (1982)

Bakker was koopman (meubelzaak Henk & Bep) in de Amsterdamse Ten Katestraat. In 1982 stortte hij zich voor het eerst in de lokale politiek als drijvende kracht achter de kandidatuur van marktkoopman Charly (eig. Arie) Vlug voor de gemeenteraad. Bij de verkiezingen van 1994 haalde hij zelf een zetel in de deelraad Oud-West.
In 1995 werd Bakker veroordeeld tot een boete van 500 gulden wegens discriminerende uitlatingen. In een pamflet stelde hij dat "winkeliers en onschuldige burgers worden beroofd, verkracht of overhoop gestoken door criminele illegalen en criminele asielzoekers, alleen maar omdat de Nederlanders te tolerant zijn". In 2000 verstoorde hij een inspraakavond door met stoelen te gooien, wat hem op een verblijf in de gevangenis kwam te staan.
In 2002 kwam hij met zijn zoon Henk Bakker jr. namens Leefbaar Amsterdam in de Amsterdamse gemeenteraad. Tegelijkertijd raakte hij de zetel in de deelraad van Oud-West kwijt. Opvallend was zijn uiterlijk voor een politicus met een lange haardracht. Bij de gemeenteraadsverkiezingen van 2006 werden hij en zijn partij niet herkozen. Ondertussen was de fractie in opspraak geraakt, omdat zij uitgaven ten behoeve van de raadswerkzaamheden niet kon verantwoorden. Bakker en zijn zoon moesten daarom ruim 15.000 euro terugbetalen aan de gemeente.
Bakker sr. overleed in de ochtend van 8 maart 2008 op 67-jarige leeftijd plotseling in zijn slaap. Zijn zoon Henk jr. stierf op 26 mei 2022, Hemelvaartsdag, op 52-jarige leeftijd aan een hartkwaal.